# مارك 20 (طوربيد)
طوربيد مارك 20 هو طوربيد أمريكي صمم في عام 1943 لكنه لم يستخدم في الخدمة.
التصميم كان من قبل محطة طوربيدات البحرية وجنرال الكتريك. كان هذا المشروع بمثابة استمرار لتطوير طوربيد السفينة المضادة للسطح التي أطلقتها الغواصة والمعروفة أصلاً باسم مارك 2 في عام 1941 والتي كانت المحاولة الثانية لتطوير طوربيد من هذا النوع. تم إنهاء الجهد السابق مارك 1 في سنوات ما بعد الحرب العالمية الأولى (1919-1931) بعد أن أثبت الطوربيد أنه غير مرضي في السرعة والمدى.
لم يتقدم مارك 20 إلى ما هو أبعد من مرحلة التطوير بسبب نجاح طوربيد مارك 18 ومع ذلك تم إنتاج 20 طوربيد من جنرال إلكتريك لأغراض الاختبار.